# Tamegroute

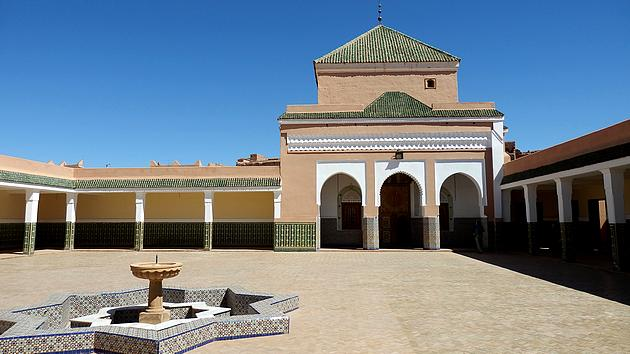
Tamegroute – Innenhof der Zaouia

Tamegroute (arabisch تامكروت; Zentralatlas-Tamazight ⵜⴰⵎⴳⵔⵓⵜ Tamgrut) ist eine aus mehreren Dörfern (ksour) bestehende Oasenstadt mit ca. 20.000 Einwohnern in der Provinz Zagora im Süden von Marokko im Draa-Tal. Geschichtlich ist der Ort ein wichtiges Zentrum des Lernens und der Religion durch seine berühmte Zawiya eines der einflussreichsten – und zu seiner Zeit einer der größten – Sufi-Orden in der islamischen Welt. Auch die sogenannte „Grüne Keramik“ aus Tamegroute ist bekannt.

## Lage und Klima
Die Kleinstadt Tamegroute liegt im zumeist ausgetrockneten Flusstal des Oued Draa ca. 27 km (Fahrtstrecke) südöstlich der Provinzhauptstadt Zagora in einer Höhe von ca. 690 m. Das Klima ist wüstenartig trocken und tagsüber zumeist heiß; die äußerst spärlichen Niederschläge (ca. 50 mm/Jahr) fallen nahezu ausnahmslos im Winterhalbjahr.

## Bevölkerung
| Jahr      | 1994   | 2004   | 2014   | 2024   |
| Einwohner | 18.065 | 19.560 | 21.603 | 19.207 |

Die Bevölkerung der Kleinstadt besteht nahezu ausschließlich aus Angehörigen verschiedener Berberstämme der Umgebung. Die meisten sind – wegen ausbleibender Regenfälle in ihren Heimatdörfern, aber auch aus soziokulturellen Gründen (Hoffnung auf Arbeit, Verbesserung der materiellen Lebensbedingungen und der Gesundheitsvorsorge, bessere Möglichkeiten zur schulischen Ausbildung der Kinder etc.) – verstärkt seit den 1970er Jahren in die regionalen und überregionalen Wirtschaftszentren abgewandert.

## Wirtschaft
Die zentrale Rolle im Leben der meisten Bewohner spielt die Oasenwirtschaft. Daneben sind auch das Töpferhandwerk und der (Pilger-)Tourismus von Bedeutung.

## Az-Zāwiya an-Nāṣirīya
Tamegroute ist seit dem 11. Jahrhundert ein religiöses Zentrum. Az-zāwiya An-Nāṣirīya  wurde im 17. Jahrhundert als Sitz der religiösen (Sufi) Bruderschaft der Nasiriyya gegründet. Tamegroute hatte eine religiöse Schule, die durch Abū Ḥafṣ ʿUmar b. Aḥmed al-Anṣārī in den Jahren 1575–1576 bekannt wurde. Die "Nāṣirīya" bekam ihren Namen vom Gründer Sīdī Muḥammad b. Nāṣir al-Drawī (1603–1674), der die Lehre an der Schule in den 1640er Jahren übernahm. Seit dieser Zeit wurde die Führung der Schule von den Nachkommen Muḥammad b. Nāṣirs immer vom Vater dem Sohn ohne Unterbrechung bis in die Gegenwart übertragen.
Muḥammad b. Nāṣir war Theologe, Gelehrter und Arzt, mit Interesse an psychischen Störungen. Er sammelte und ordnete mehrere Werke der islamischen Rechtswissenschaft fiqh, einige Gedichte und Hunderte von Briefen und Abhandlungen über das islamische Recht. Er folgte und erweiterte die Lehren Shadhili's und unter seiner Führung wurde die Nasiriyya die „Mutterschule“ der Sufi-Islams im Maghreb mit mehreren Niederlassungen in verschiedenen Teilen des Landes, einschließlich der Schule der Irazan im Souss-Tal, wo ca. 500 Schüler von der Bruderschaft finanziert wurden.
Sein Nachfolger wurde sein Sohn Aḥmad (1647–1717), der sechs Pilgerfahrten nach Mekka mit einer Dauer von jeweils mehreren Jahren unternahm. Er bereiste auch Äthiopien, Arabien, Ägypten, Irak und Persien. Während seiner Reisen nutzte er die Gelegenheit der Gründung neuer Niederlassungen der Sufi-Bruderschaft. Er schrieb umfangreiche Reiseberichte,  genannt rihla (teilweise von Adrien Berbrugger 1846 übersetzt), und brachte von allen Teilen der islamischen Welt zahlreiche Werke mit. Die Bruderschaft beschloss, bereits im 17. Jahrhundert eine Koranschule zu gründen, die bereits von Anfang an mehr als 1.500 Studierende aus Ländern des Nahen Ostens und Westafrikas hatte.
Als Nāṣir Aḥmad starb, war die Bibliothek von Tamegroute als fromme Stiftung (ḥubus) mit ihren Tausenden von Handschriften eine der umfangreichsten in Nordafrika. Unter ihnen sind ein Koran aus dem 14. Jahrhundert mit schöner Kalligraphie im Kufi-Duktus, ferner Schriften des Avicenna (Ibn Sina), Averroes (Ibn Ruschd), El Khwarizmi, eine Übersetzung des Pythagoras, Abhandlungen über Theologie, Astronomie, Geographie und Pharmakologie.
Später spielten die Scheichs der Sufi-Bruderschaft auch eine wichtige Rolle als religiöse und kulturelle Führer und Lehrer der Sufi-Lehre (Sufismus).
Im 19. Jahrhundert wurde Scheich Abu Bekr im Draa-Tal und im Westen durch seine Begegnungen mit den Reisenden Gerhard Rohlfs und Charles de Foucauld bekannt. Die Gräber von acht Marabouts werden von Patienten aus allen Teilen des Landes, von denen einige noch in Tamegroute für Monate und manchmal sogar Jahre bleiben, in der Hoffnung für die Heilung und Erlösung besucht. Um die Bücher in der Bibliothek anzusehen, bedarf es einer Genehmigung der marokkanischen Regierung, mit der man die Bücher im Inneren der Bibliothek studieren kann. Die von Ali Ben gesammelten Bücher enthalten Texte über Medizin, Koran-Lehren und Astrologie, sowie Mathematik und Naturwissenschaften.
Das Gebäude der Schule mit seinen grünen Fliesen stammt aus dem Jahr 1869, als es nach einem Brand wieder aufgebaut wurde.

## Grüne Keramik

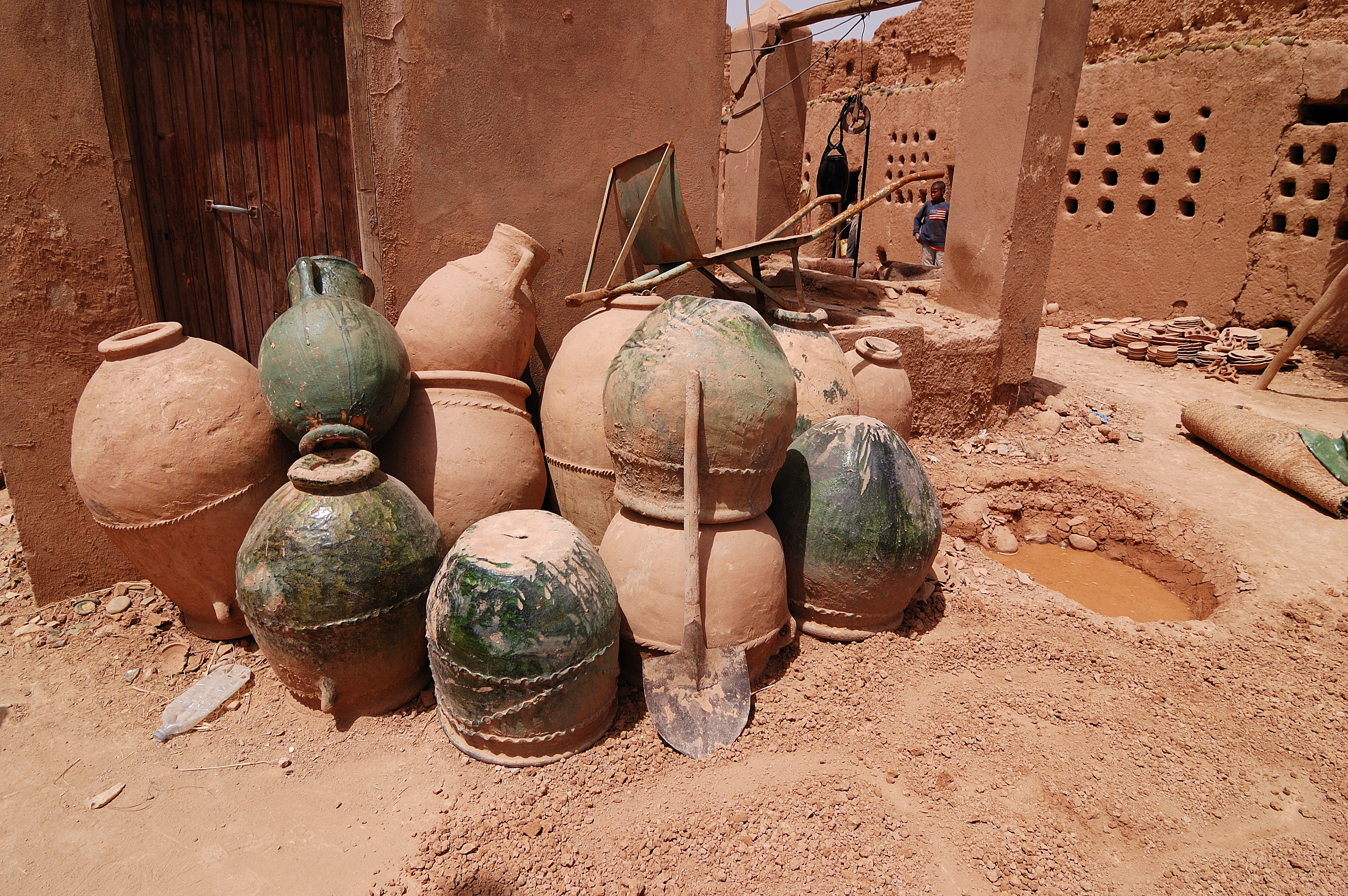
Glasierte und unglasierte Töpfe

Die Gründer der religiösen Bruderschaft Nasiriyya wollten den Status des ehemaligen Dorfes Tamegroute zu dem einer „Medina“ erhöhen. Sie holten Händler und Handwerker aus Fès, das gute Beziehungen zu Tamegroute hatte, und so ist die Töpferei eine Hauptattraktion des Ortes geworden. Abgesehen von ein paar Ockertönen, ist „grün“ die dominierende Farbe der Keramik aus Tamegroute. Durch Anwendung alter Glasur- und Brenntechniken entstehen zahlreiche, auch in Europa beliebte Variationen. 